# Pagosvenator
Pagosvenator é um gênero extinto de erpetosuchideo do Triássico de meados do final. Pagosvenator é um gênero brasileiro que foi aliado aos ornithosuchides antes de receber uma descrição formal em 2018. A espécie-tipo, Pagosvenator candelariensis, foi descrita em 2018.